# Bundes-Oberstufenrealgymnasium Lienz
Das Bundes-Oberstufenrealgymnasium Lienz ist ein Oberstufenrealgymnasium in der Stadt Lienz in Osttirol.
Das Schulgebäude befindet sich unter der Adresse Kärntner Straße 8 und steht als ehemaliges Bürgerspital unter Denkmalschutz.

## Geschichte
Das ehemalige Bürgerspital wurde 1308 urkundlich genannt. Das Spital wurde von 1475 bis 1480 erweitert und wurde später mehrfach baulich verändert. Das Gebäude stand bis 1931 zum Neubau vom Bezirkskrankenhaus Lienz als Krankenhaus in Verwendung. Im Zuge vom Anschluss Österreichs an Hitler-Deutschland wurde im Oktober 1938 eine Oberschule für Knaben, heute Bundesgymnasium und Bundesrealgymnasium Lienz, in den Räumlichkeiten eingerichtet. Bald nach Kriegsbeginn diente das Gebäude als Lazarett. In den 1960er-Jahren wurde im ehemaligen Bürgerspital nach umfassenden Sanierungen und Erweiterungen das BORG Lienz untergebracht.
1972 wurde der 1964/65 eingerichtete musisch-pädagogische Zweig des Bundesgymnasiums und Bundesrealgymnasiums Lienz zu einer eigenständigen Schule erklärt und ab 1984/85 Bundes-Oberstufenrealgymnasium Lienz genannt. Dieses hat mit Musik, Kunst und Sport drei Bildungsschwerpunkte.

## Leitung
- 2001–2019 Ludwig Pedarnig[3]
- seit 2019 Meinhard Trummer[4]